# Lanobre
 Lanobre  es una población y comuna francesa, situada en la región de Auvernia-Ródano-Alpes, departamento de Cantal, en el distrito de Mauriac y cantón de Champs-sur-Tarentaine-Marchal. La ciudad fronteriza es de dos departamentos, el Puy de Dôme y la Corrèze y dos regiones de Auvergne y Limousin.

## Demografía
| 1486 | 1418 | 1468 | 1435 | 1473 | 1416 |
| Para los censos de 1962 a 1999 la población legal corresponde a la población sin duplicidades (Fuente: INSEE [Consultar]) |      |      |      |      |      |